# NGC 3234
NGC 3234 је елиптична галаксија у сазвежђу Мали лав која се налази на NGC листи објеката дубоког неба.
Деклинација објекта је + 28° 1' 27" а ректасцензија 10h 24m 59,3s. Привидна величина (магнитуда) објекта NGC 3234 износи 13,5 а фотографска магнитуда 14,5. NGC 3234 је још познат и под ознакама NGC 3235, UGC 5635, MCG 5-25-7, CGCG 154-10, PGC 30553.